# Since You've Been Gone
«Since You've Been Gone» es un sencillo de 2004 del quinto álbum de estudio de Powderfinger, Vulture Street. Fue el cuarto sencillo lanzado de dicho disco y alcanzó el puesto 51 en las listas australianas. Fue de edición limitado, dado que no poseía ningún video promocional. La canción tiene como inspiración la muerte del hermano del cantante Bernard Fanning, ocurrida un año antes del lanzamiento del tema.

## Lista de canciones
1. «Since You've Been Gone»
2. «Stop Sign» (Airlock demo)
3. «Another Day»[2]